# 萨穆埃尔·莫根施特恩
萨穆埃尔·莫根施特恩（德語：Samuel Morgenstern，1875年—1943年8月）是奧地利猶太裔商人，他曾是青年時代住在維也納的希特勒的客戶。他在1875年生於布達佩斯，在1943年死於羅茲猶太區。
莫根施特恩身為猶太人這點，使得他在對希特勒的研究中，有一定的重要性，而這是因為莫根施特恩與希特勒的良好情誼，有時被認為是希特勒在那時還沒成為反猶主義者的證據。

## 生平與職涯

### 早年（1875至1911年）
莫根施特恩是在1875年生於布達佩斯的匈牙利猶太人。在年輕時，他學會了玻璃生產的工藝，並曾在奧匈帝國陸軍中服役數年。之後莫根施特恩搬到了維也納，在1903年他在此開了一家玻璃店與工坊。這家店坐落於接近且可輕易抵達維也納中心的列支敦士登街四號房（Liechensteinstraße No. 4）的後院，而這很可能是他的生意快速取得成功的主因。
在1904年，他與來自維也納猶太人家庭、生于1871年的埃瑪·普拉甘（Emma Pragan）結婚，並在1911年育有一子。在他的職業生涯中，他取得了些成功，因此他得以5000克朗的價格，購買一座位於維也納近郊斯特雷伯斯多夫的鄉村地產。之後他又於1914年5月，在大耶德勒斯多夫一帶，以50,000克朗的價格購買了另一處地產。

### 與希特勒間的關係（1911至1913年）
莫根施特恩在1937年對慕尼黑納粹黨主要檔案局的請求的回應中說，希特勒最早在1911或1912年時出現在他在維也納的商店中，希特勒要求莫根施特恩在他的收藏中包括自己的畫（尤其水彩畫）的請求被另一個也賣畫框的格拉澤（Glaser）所接受。在那之後，直到他在1913年5月移民德國為止，希特勒都固定為莫根施特恩的店面提供畫作。莫根施特恩說他買下這些畫之後，將這些畫以待售的畫架裱框，用于展示这些画框；而希特勒畫作的主題，多半是魯道夫·馮·阿爾特風格的對事物的歷史視野。
此外，莫根施特恩認識維也納的猶太裔律師約瑟夫·法因戈爾德博士（Dr. Joseph Feingold）。法因戈爾德的老婆埃爾莎（Elsa，婚前姓氏Schäfer）喜歡希特勒的畫，因此他買了幾幅希特勒的畫，並將這些畫安放在自己的公寓及律師事務所辦公室當中。在德軍入侵後，這些畫被蓋世太保搶走，法因戈爾德一家則在逃往尼斯的路上被捕，之後他們經由德朗西拘留營被送到奥斯威辛集中营，最終遇害。

### 晚年（1913至1943年）
莫根施特恩以奧匈帝國軍隊軍官的身分，參與了第一次世界大戰的羅馬尼亞前線，戰後，他因優異的表現而得到了兩份軍隊證書，之後他退伍重操舊業。
1938年德奧合併後，莫根施特恩很快就成了國家社會主義者反猶太政策的目標。水晶之夜後，他的店鋪被當局勒令停業，之後這家店在1938年11月24日被「雅利安化」，也就是莫根施特恩被迫將之賣給一名雅利安人；然而，買方從未付給他作為工坊、商店和大倉庫購入價的620帝國馬克；此外，莫根施特恩從事相關行業的營業證照也被撤銷，他被禁止工作。在之後的數個月，他仰賴公眾救濟為生。
在1939年8月10日，莫根施特恩寫信給他的前客戶希特勒，並以「德意志帝國元首兼總理閣下」稱呼希特勒。顯然這封信在抵達希特勒處前，就被有有關部門截取，並被有關部門官員加上了底線，並在邊緣加上了「猶太人！」的字樣。在信中，莫根施特恩要求有關部門對他被沒收的財產支付補償（以外幣支付，好讓他得以搬離），以作為對轉移他土地財產的交換。這封信並未得到回應。此外，莫根施特恩無法逃離納粹統治區，而這是因為他無法負擔旅費及帝國移出稅之故。
二戰爆發後不久，莫根施特恩一家就被驅逐到了德據波蘭，並被關入了羅茲猶太區。在此，萨穆埃尔·莫根施特恩最終於1943年八月死於消耗症，之後他被葬於隔都墓園中。之後在同個月，可能見證了他的死亡的老婆埃瑪及其連襟威廉·奥拜莱什（Wilhelm Abeles）很可能被送到了奥斯威辛集中营。由於奥斯威辛集中营有著將多數新來者，尤其老到不能工作的老太婆直接送入毒氣室的習慣之故，因此可斷定他們已經死亡。一篇維也納法庭在1946年的裁決認為，他們不可能活到戰爭結束，因此被宣告死亡，而這點與埃瑪的家人馬克斯·普拉甘（Max Pragan）提出的動議意見一致。

## 希特勒的反猶主義
一些看法認為，盡管對泛德聯盟表現出熱情，但希特勒在維也納時，還未發展出深刻的反猶主義態度。作為證據，持此說的人指出，青年時期的希特勒不僅和莫根施特恩做生意，也與他和他的老婆有著一定的友誼。有一段時間，希特勒每周固定到莫根施特恩夫婦的家作客。而這說法可由希特勒與其他維也納猶太人保持良好關係可看出，這些與希特勒關係良好的維也納猶太人包括了雅各布·阿爾滕貝格及諸如約瑟夫·諾伊曼（Josef Neumann）與西格弗里德·勒夫納（Siegfried Löffner）等他在默尔德曼街宿舍的室友，其中希特勒在生意上對於諾伊曼與樂夫納等人的信任，還勝過了對像是犯過小罪且熱中於反猶主義的奧古斯特·庫別茲克等人的信任。
希特勒的這些行為，與他在《我的奮鬥》裡所講的相互矛盾，他在書中聲稱自己在維也納時，就已認為猶太教該消失；然而，布莉吉特·哈曼等研究員認為，考慮希特勒與莫根施特恩等猶太人在這段時間的良好關係，他在書中的宣稱，是種旨在製造出他的反猶主義是徑直發展出來的印象的政治宣稱，其目的是要掩蓋他想法的轉變。
不僅如此，可以合理的認為，莫根施特恩也不可能以任何方式，讓希特勒產生對猶太人偏見或壞印象。因為莫根施特恩除了是青年時代的希特勒在1912年左右最主要的收入來源之外，根據NSDAP主要檔案局的人員彼得·雅恩（Peter Jahn）在1937年所記的，他甚至給了希特勒的畫一個好價格；此外，希特勒本人在1930年代給了雅恩一個感激的陳述說在他於維也納的時期，莫根施特恩是自己的「救星」，且還給了他許多重要的委託。